# Ladies Love Brutes
Pour plus de détails, voir Fiche technique et Distribution.
Ladies Love Brutes est un film américain réalisé par Rowland V. Lee, sorti en 1930.

## Synopsis
Joe Forziati, un immigrant italien qui a proposé dans la construction d'immeuble à New York, décide de se lancer dans une carrière sociale...

## Fiche technique
- Titre : Ladies Love Brutes
- Réalisation : Rowland V. Lee
- Scénario : Waldemar Young et Herman J. Mankiewicz d'après la pièce Pardon My Glove de Zoe Akins
- Photographie : Harry Fischbeck
- Montage : Eda Warren
- Sociétés de production : Paramount Pictures
- Sociétés de distribution : Paramount Pictures
- Format : Noir et blanc - 1,20:1 -  35 mm - son  Mono
- Pays de production :  États-Unis
- Format : Noir et blanc - Mono
- Date de sortie : 1930

## Distribution
- George Bancroft : Joe Forziati
- Mary Astor : Mimi Howell
- Fredric March : Dwight Howell
- Stanley Fields : Mike Mendino
- Ferike Boros : Mme Forziati
- David Durand : Joey Forziati
- Paul Fix : Slip
- Claud Allister : Tailleur
- E.H. Calvert